# Charles Woodson
Charles C. Woodson (Fremont, 7 ottobre 1976) è un ex giocatore di football americano statunitense che ha militato nel ruolo di free safety per gli Oakland Raiders e i Green Bay Packers della National Football League (NFL).
Al college ha giocato a football a Michigan per i Michigan Wolverines. Nel 1997, Woodson guidò i Wolverines alla vittoria del campionato nazionale. È l'unico giocatore della storia della Division I-A della NCAA nel football ad aver vinto l'Heisman Trophy come giocatore primariamente difensivo, superando il quarterback dell'Università del Tennessee, poi degli Indianapolis Colts e dei Denver Broncos, Peyton Manning. Nel 2021 è stato introdotto nella Pro Football Hall of Fame.
Woodson fu scelto dagli Oakland Raiders come quarto assoluto nel Draft NFL 1998. Nella sua prima stagione con Oakland, Woodson vinse il premio di miglior difensore rookie dell'anno dell'Associated Press. Fu selezionato per il Pro Bowl ed inserito nella formazione ideale della stagione All-Pro per tre anni consecutivi, dal 1999 al 2001. In una partita memorabile di playoff del 2002 dell'AFC contro i New England Patriots, Woodson sembrò aver portato la vittoria alla sua squadra mettendo a segno un colpo sul quarterback Tom Brady e forzando un fumble, ma la decisione fu cambiata suscitando molte controversie. Woodson successivamente si trovò ad affrontare diversi fastidiosi infortuni nelle sue stagioni ad Oakland, finendo per diventare free agent dopo la stagione 2005.
Il 26 aprile 2006, Woodson firmò un contratto di 7 anni per 52 milioni di dollari coi Green Bay Packers. Nella sua prima stagione a Green Bay, Woodson giocò come punt returner e guidò la National Football Conference con 8 intercetti, sorpassando il suo precedente record in carriera di 5, stabilito nel suo anno da rookie. Nella sua seconda stagione a Green Bay, gli infortuni tornarono a tormentare Woodson, forzandolo a saltare due partite. In sei stagioni con Green Bay, Woodson ha messo a segno 35 intercetti, ritornandone nove in touchdown, contro i 17 intercetti in 8 anni coi Raiders, di cui 2 ritornati in TD. Nella stagione 2009 è stato premiato come miglior difensore dell'anno della NFL e nel 2010 ha vinto il suo primo Super Bowl coi Packers, battendo in finale gli Steelers.

## Carriera professionistica

### Oakland Raiders
Woodson dichiarò la sua eleggibilità per il Draft NFl dopo la sua stagione da junior a Michigan e fu scelto come quarto assoluto del draft 1998 dagli Oakland Raiders. Dopo la prima stagione, Woodson fu nominato miglior rookie difensivo dell'anno dall'Associated Press. Charles giocò come titolare tutte le 16 gare stagionali, il primo rookie dei Raiders dal 1971 a fare ciò. Woodson mise a segno 64 tackle guidando la NFL per i defensive back. Fu terzo nella lega per intercetti con 5, uno dei quali lo ritornò in touchdown e forzò un fumble. Woodson fu convocato per il suo primo Pro Bowl. Nella sua seconda stagione nel 1999, Woodson fu convocato per il suo secondo Pro Bowl ed inserito nella formazione ideale della stagione dell'Associated Press.
Nella stagione 2000, Woodson giocò come titolare tutte le gare della stagione ma soffrì un infortunio al dito del piede che gli impedì di allenarsi. Egli terminò la stagione con un primato in carriera di 79 tackle, 4 intercetti, tre fumble forzati ad uno recuperato. Fu introdotto nell'All-Pro da Sports Illustrated e nel second-team dall'Associated Press. Nel suo quarto anno nella NFL, giocò nuovamente tutte le gare da titolare per il quarto anno consecutivo. Terminò con due sack, un intercetto, un fumble forzato ed un field goal bloccato. Woodson ritornò i punt per la prima volta in carriera, per un totale di 4 per 47 yards. Charles fu convocato per il quarto Pro Bowl consecutivo. Egli fu inserito negli All-Pro di The Sporting News and College, Pro Football Newsweekly e Football News.
Nel 2002, Woodson soffrì il primo infortunio di rilievo dai tempi del college, patendo un infortunio alla spalla che lo tenne fuori dal campo per 8 partite. Esso avvenne nel primo tempo della seconda gara stagionale. Malgrado l'infortunio, Woodson giocò il resto della stagione. Dopo essersi ristabilito, saltò le ultime tre partite della stagione regolare, a causa della rottura del perone della gamba destra. Woodson giocò come titolare tutte le partite di playoff dei Raiders nel 2002, compreso il Super Bowl XXXVII. Nel Super Bowl, Woodson mostrò segni dell'infortunio ma riuscì comunque a compiere un intercetto nella sconfitta coi Tampa Bay Buccaneers.
Dopo aver perso il Super Bowl nell'anno precedente, i Raiders teriminarono la stagione 2003 con un record di 4-12. Woodson divenne infelice col nuovo capo-allenatore Bill Callahan e lo criticò durante la stagione. Woodson rimase in salute per l'intera annata, iniziando da titolare le prime 15 partite. Il suo contratto sarebbe scaduto alla fine della stagione. Woodson raggiunse un accordo con Oakland e fu etichettato come un giocatore portante per la franchigia. La franchise tag stabilì che il contratto di Woodson sarebbe stata la cifra minima della media del contratto dei 5 cornerback più pagati della NFL. Malgrado ciò, Woodson firmò un contratto della durata di un solo anno. Nella stagione NFL 2004, Woodson giocò le prime 13 gare della stagione prima di subire un infortunio alla gamba che lo tenne fuori per tre settimane. A fine stagione fu nuovamente designato con la franchise tag e raggiunse un nuovo accordo annuale. Nella stagione 2005, egli giocò le prime 6 gare da titolare prima di rompersi la gamba, rimanendo fuori per tutto il resto dell'annata.

### Green Bay Packers
Il 26 aprile 2006, Woodson e i Green Bay Packers raggiunsero un accordo di 7 anni del valore massimo di 52,7 compresi i bonus e gli incentivi. Egli guadagnò 10,5 milioni di dollari nel suo primo anno e 18 milioni nei successivi tre. Inoltre vi era un bonus di tre milioni di dollari se Woodson fosse stato convocato per il Pro Bowl in due delle sue prime tre annate. Woodson affermò all'epoca di "non voler venire a Green Bay" a causa della percezione che la città fosse meno cosmopolita ma fu forzato poiché i Packers furono l'unica squadra che gli offrì un contratto. Il cornerback in seguito lodò l'organizzazione dei Packers, Mike McCarthy, e la gente dello Stato del Wisconsin per aver avuto fiducia in lui e dichiarò che fu "una benedizione essere giunto a Green Bay.".

#### Stagione 2006

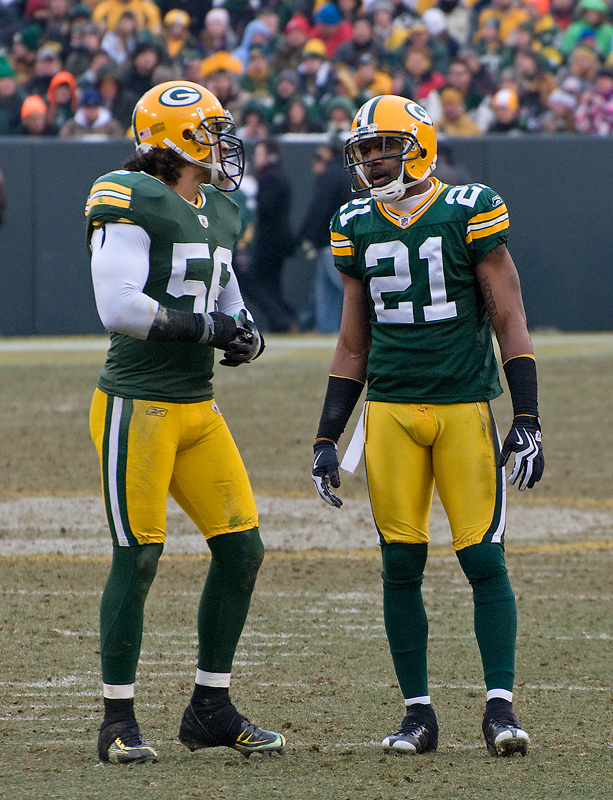
Woodson al Lambeau Field.

Libero da infortuni di rilievo durante la stagione 2006, Woodson (insieme a Walt Harris dei San Francisco 49ers) guidò la National Football Conference con 8 intercetti. All'epoca quello fu il primato stagionale di Woodson (fino ai 9 del 2009). Egli chiuse al terzo posto dell'intera lega. Giocò anche come ritornatore dei punt stabilmente per la prima volta della sua carriera, ritornando 41 punt per 363 yard.

#### Stagione 2007
Il 14 ottobre 2007 Woodson raccolse un fumble da Santana Moss e lo ritornò in un touchdown da 57 yard nella vittoria 17-14 sui Washington Redskins. Nella gara fece registrare anche un intercetto, il primo della stagione. Woodson fu nominato miglior giocatore difensivo della settimana nella NFC per la sua prestazione contro i Redskins, la prima volta che vinse tale premio. Il 4 novembre 2007 Woodson ritornò un intercetto in un TD per 57 yard con 59 secondi rimanenti nel quarto periodo, siglando la vittoria sui Kansas City Chiefs.

#### Stagione 2008
Il 15 settembre 2008, Woodson fece registrare due intercetti nella vittoria 48-25 sui Detroit Lions. Egli ritornò il secondo intercetto per 41 yard in touchdown. Woodson fu nominato miglior giocatore difensivo della lega nel mese di settembre 2008.
Il 16 dicembre 2008, Woodson fu convocato per il suo quinto Pro Bowl, il primo coi Packers.

#### Stagione 2009

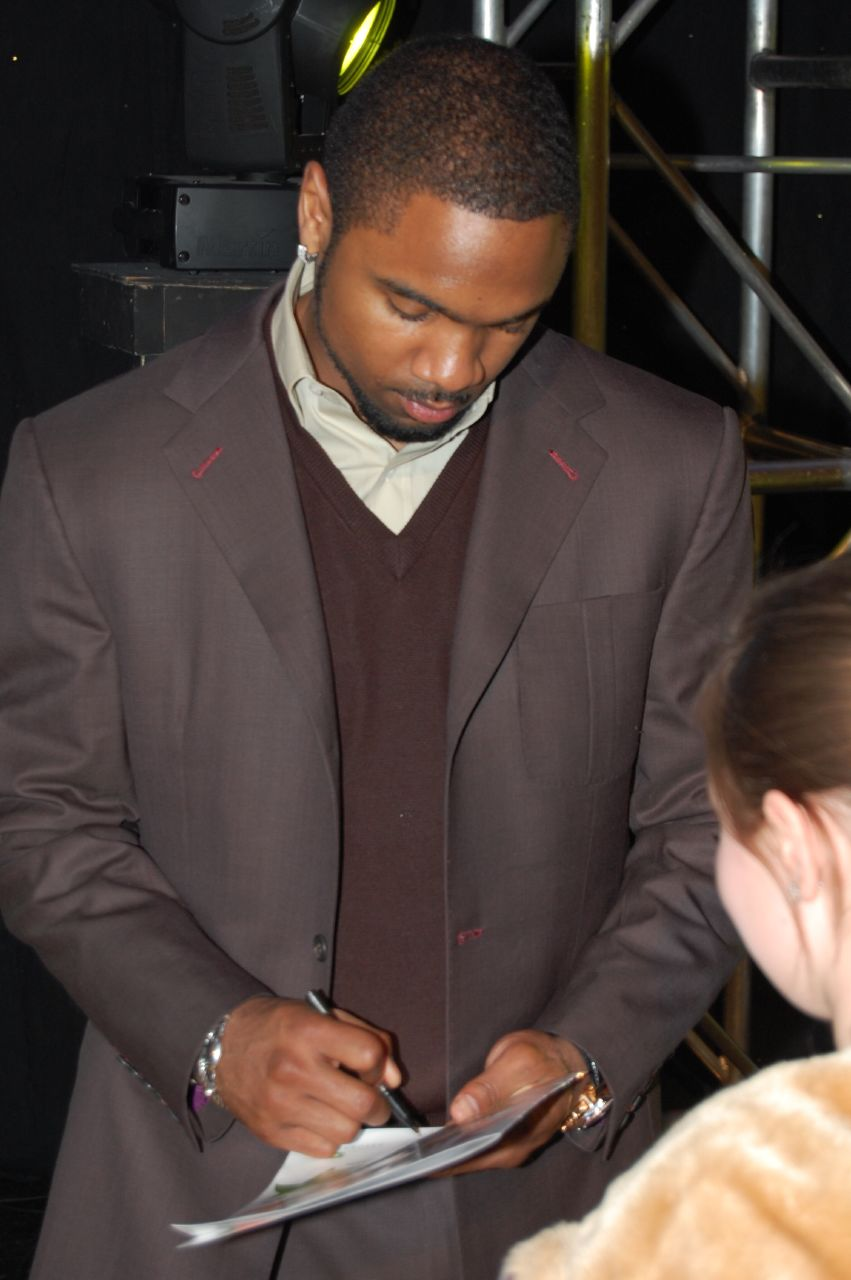
Woodson ad una sessione di autografi nel marzo 2008.

Il 15 novembre 2009, Woodson mise a segno 9 tackle, un sack, due fumble forzati e un intercetto nella vittoria 17-7 sui Dallas Cowboys. Woodson fu il primo giocatore nella storia della NFL a far registrare un sack, due fumble forzati e un intercetto nella stessa partita. Per questa prestazione fu nominato miglior difensore della settimana della NFC.
Il 26 novembre 2009, Woodson giocò una grandissima partita nel Giorno del Ringraziamento al Ford Field contro i Detroit Lions. Egli mise a segno 7 tackle, 1 sack, 1 fumble forzato e recuperato (nella stessa giocata), 4 passaggi deviati e 2 intercetti, uno dei quali ritornato in un touchdown. Egli marcò la stella dei Lions, il ricevitore Calvin Johnson e lo limitò a sole due ricezioni per dieci yard. Anche se una di quelle fu un touchdown, Green Bay vinse la gara 34-12. Woodson fu nominato miglior difensore della NFC della settimana e vinse anche il premio di miglior difensore della NFC del mese di novembre.
Nel gennaio 2010, Woodson fu votato giocatore difensivo del mese per il mese precedente. Fu l'unico giocatore difensivo ad aver vinto tale premio per tre volte nella stessa annata, e raggiunse Barry Sanders e Mike Vanderjagt come gli unici giocatori della storia ad averlo vinto tre volte nella stessa stagione. A fine stagione, Woodson fu premiato come miglior difensore della lega per il 2009.
Egli ebbe più intercetti in quattro stagioni coi Packers (28) che nelle precedenti otto stagioni coi Raiders (17). Segnò anche più touchdown (8 contro 2)  sack (6 contro 5,5) coi Packers che ad Oakland. La statistiche di Woodson migliorarono in ogni statistica difensiva da quando si unì ai Packers.

#### Stagione 2010
Durante la stagione 2010, Woodson mise a segno due intercetti e cinque fumble forzati per i Packers. Charles fu convocato come titolare per il suo settimo Pro Bowl. Woodson fu nominato co-capitano difensivo insieme al compagno A.J. Hawk per l'unità difensiva dei Green Bay Packers nei playoff di quell'anno. Egli fornì una grande prestazione, limitando il Pro-Bowler DeSean Jackson a sole due prese (per 47 yard) e mise a segno 5 tackle nella vittoria dei Packers sui Philadelphia Eagles il 9 gennaio 2011. Woodson giocò anche un ruolo importante nella difesa di Dom Capers nelle vittorie dei playoff contro gli Atlanta Falcons e i Chicago Bears e partì come titolare contro i Pittsburgh Steelers nel Super Bowl. Con 1,54 prima dell'intervallo del Super Bowl, Woodson si ruppe la clavicola mentre stava guidando la difesa a difendere un passaggio rubato a Mike Wallace. Un emoziato Woodson parlò ai suoi compagni di squadra durante l'intervallo. Guardando da bordocampo il secondo tempo, Woodson tifò per la sua squadra nella vittoria 31-25, e ottenne il suo primo titolo di campione NFL. Malgrado l'infortunio nella partita, Woodson finì la gara con tre tackle, due dei quali solitari.

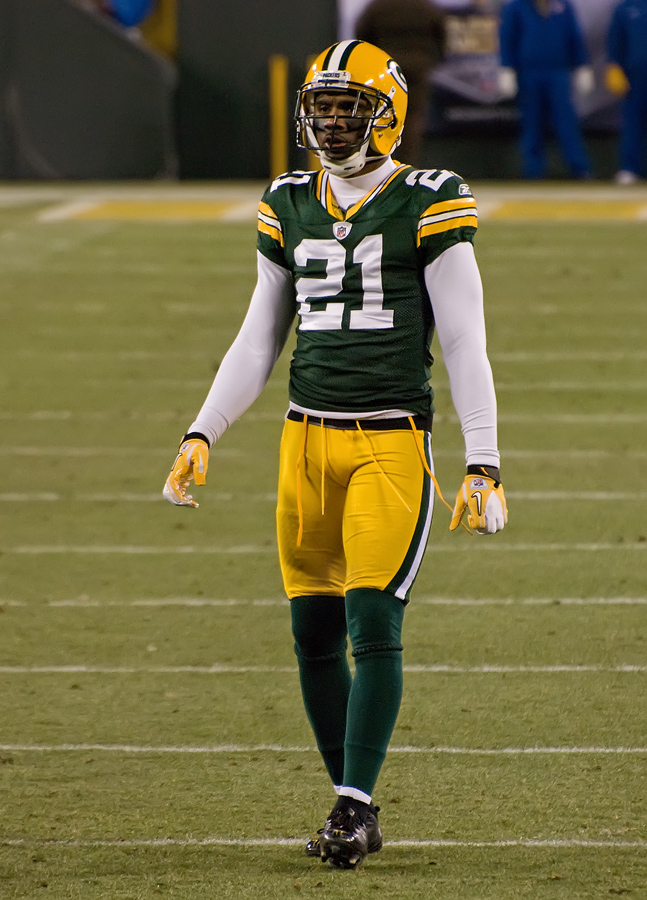
Charles Woodson nel 2011.

Barack Obama disse che se i Bears avessero vinto la finale della NFC li avrebbe visti giocare nel Super Bowl XLV ma che non avrebbe guardato Green Bay. Woodson fece spedire ad Obama una maglietta dicendo: "Ci vediamo alla Casa Bianca!" e fece un discorso nello spogliatoio. Egli disse alla squadra che se il Presidente non voleva vedere i Packers giocare al Super Bowl allora loro sarebbero andati alla Casa Bianca. I Packers vinsero il Super Bowl ma non poterono recarsi alla Casa Bianca fino ad agosto a causa del Lockout della NFL. Quando essi alla fine la visitarono, Obama parlò del discorso di Woodson e della maglia autografata. Woodson rispose consegnando ad Barack Obama un certificato che affermava che Obama fosse un proprietario di minoranza dei Green Bay Packers. Barack disse anche: "Ho imparato qualcosa che molti quarterbacks hanno già imparato. Non si scherza con Charles Woodson."
Il 9 settembre 2010, malgrado gli rimanessero ancora tre anni di contratto, a un trentatreenne Woodson fu offerta un'ulteriore estensione di due anni coi Packers, aggiungendo 5 anni e 55 milioni di dollari al contratto originario. Questa estensione garantì quasi sicuramente che Woodson si sarebbe ritirato coi Green Bay Packers.

#### Stagione 2011
Quando Woodson intercettò Cam Newton dei Carolina Panthers nella settimana 2 della stagione 2011, egli divenne il quarto ex vincitore dell'Heisman Trophy ad essere intercettato da Woodson. Gli altri tre furono Vinny Testaverde, Carson Palmer e Matt Leinart. Woodson raggiunse i 50 intercetti in carriera quanto intercettò Kyle Orton nel primo quarto della settimana 4 contro i Denver Broncos. Quello fu l'undicesimo intercetto della carriera ritornato in touchdown e lo pose al secondo posto di tutti i tempi al pari di Rod Woodson.
I Packers chiusero la stagione col miglior record della lega, 15-1, ma non riuscirono a bissare il titolo dell'anno precedente, venendo eliminati nel divisional round dei playoff dai New York Giants. Woodson fu convocato per l'ottavo Pro Bowl in carriera ed inserito per la settima volta nella formazione ideale della stagione All-Pro. A fine stagione, Woodson fu votato al 36º posto nella NFL Top 100, l'annuale classifica dei migliori cento giocatori della stagione.

#### Stagione 2012
Nella prima gara della stagione 2012, persa contro i San Francisco 49ers, Woodson mise a segno 1,5 sack su Alex Smith. Il giovedì successivo, contro gli storici rivali dei Chicago Bears, Woodson fece registrare il primo intercetto in stagione, il 55º in carriera, ai danni di Jay Cutler. Nella settimana 4, coi Packers che superarono 28-27 i New Orleans Saints, Woodson mise a referto 11 tackle. Nella vittoria della settimana 7 sui Rams, Woodson subì un infortunio a una vertebra del collo che lo tenne fuori per 6 settimane. Fece ritorno nel primo turno di playoff contribuendo alla vittoria sui Vikings, mentre i Packers furono eliminati nel turno successivo dai 49ers. A fine anno fu classificato al numero 85 nella classifica dei migliori cento giocatori della stagione.
Il 15 febbraio 2013, Woodson fu svincolato dai Packers.

### Ritorno ai Raiders

#### Stagione 2013
Il 21 maggio 2013, il trentasettenne Woodson firmò un contratto annuale per fare ritorno ai Raiders del valore massimo di 4,3 milioni di dollari e 700 000 dollari di bonus alla firma Nella settimana 4 contro i Washington Redskins mise a segno il suo primo sack stagionale da 10 yard ai danni di Robert Griffin III. La settimana successiva, Woodson fece registrare un intercetto su Philip Rivers nella vittoria sui San Diego Chargers, pareggiando il record NFL con il tredicesimo touchdown difensivo della carriera su un fumble recuperato, venendo premiato come miglior difensore della AFC della settimana. Nella settimana successiva, contro gli imbattuti Kansas City Chiefs forzò un fumble su Jamaal Charles e ne recuperò un altro per la seconda settimana consecutiva. Nella settimana 11 contro gli Houston Texans forzò due fumble. Uno su Garrett Graham sulle 39 yard avversarie, poi ritornato dal proprio compagno di squadra Phillip Adams per 26 yard. Nell'azione successiva i Raiders convertirono in touchdown il pallone recuperato. L'altro fumble lo forzò su Ben Tate sulle 2 yard proprie, poi recuperato dallo stesso Tate. Nell'ultima gara della stagione, Woodson guidò la sua squadra con 11 tackle e mise a segno un sack ma i Raiders furono sconfitti dai Broncos.

#### Stagione 2014
Nella prima gara del 2014, Woodson mise subito a segno un intercetto su Geno Smith ma la sua squadra fu sconfitta dai Jets. La prima vittoria per Oakland giunse solamente nella settimana 12 contro i Chiefs in una gara in cui Charles fece registrare un sack su Alex Smith che lo rese il primo giocatore della storia della NFL a mettere a segno 50 intercetti e 20 sack in carriera. Grazie a quella prestazione, in cui mise a segno anche nove tackle e un passaggio deviato, fu premiato come miglior difensore della AFC della settimana. Due turni dopo fece registrare il terzo intercetto stagionale su Colin Kaepernick, contribuendo alla vittoria a sorpresa sui 49ers. Il quarto fu nella vittoria del penultimo turno sui Bills in cui raggiunse il traguardo dei sessanta intercetti in carriera. A fine anno fu inserito al 64º posto nel NFL Top 100.

#### Stagione 2015
Nel terzo turno, con un intercetto su Josh McCown a 38 secondi dal termine, Woodson sigillò una vittoria che chiuse una striscia di 11 sconfitte consecutive di Oakland in trasferta. Nella settimana che precedette la gara del quinto turno, il giocatore espresse il suo disappunto per non essere ancora riuscito ad intercettare Peyton Manning in 18 anni di carriera professionistica. Vi riuscì proprio in quella gara per due volte, arrivando a quota 64 in carriera e diventando il primo giocatore della storia della NFL con una gara con più di un intercetto sopra i 39 anni. A fine ottobre, Woodson fu premiato come miglior difensore della AFC del mese in cui fece registrare tre intercetti.
Il 21 dicembre, a due gare dal termine della stagione, Woodson annunciò che quella sarebbe stata la sua ultima annata. A fine anno fu convocato per il nono Pro Bowl in carriera ed inserito nel Second-team All-Pro. Fu inoltre premiato con l'Art Rooney Sportsmanship Award per la sportività e il fair play.

## Palmarès

### Franchigia
- Super Bowl : 1

Green Bay Packers: Super Bowl XLV
- American Football Conference Championship: 1

Oakland Raiders: 2002
- National Football Conference Championship: 1

Green Bay Packers: 2010

### Individuale
- Miglior difensore dell'anno della NFL: 1

2009
- Convocazioni al Pro Bowl: 9

1998, 1999, 2000, 2001, 2008, 2009, 2010, 2011, 2015
- All-Pro: 8

1999, 2000, 2001, 2008, 2009, 2010, 2011, 2015
- Rookie difensivo dell'anno - 1998
- PFWA All-Rookie Team - 1998
- Miglior difensore della AFC della settimana: 2

5ª del 2013, 12ª del 2014
- Leader della NFL in intercetti: 2

2009, 2011
- Heisman Trophy - 1997
- Chuck Bednarik Award - 1997
- Bronko Nagurski Trophy - 1997
- Jim Thorpe Award - 1997
- Formazione ideale della NFL degli anni 2000
- Pro Football Hall of Fame (classe del 2021)

## Statistiche
| Anno   | Squadra           | G   | INT | Yard | TD | Sack | FF |
| 1998   | Oakland Raiders   | 16  | 5   | 118  | 1  | 0    | 2  |
| 1999   | Oakland Raiders   | 16  | 1   | 15   | 1  | 0    | 0  |
| 2000   | Oakland Raiders   | 16  | 4   | 36   | 0  | 0    | 3  |
| 2001   | Oakland Raiders   | 16  | 1   | 64   | 0  | 1.0  | 1  |
| 2002   | Oakland Raiders   | 8   | 1   | 3    | 0  | 0    | 4  |
| 2003   | Oakland Raiders   | 15  | 3   | 67   | 0  | 1.0  | 1  |
| 2004   | Oakland Raiders   | 13  | 1   | 25   | 0  | 2.5  | 2  |
| 2005   | Oakland Raiders   | 6   | 1   | 0    | 0  | 0    | 1  |
| 2006   | Green Bay Packers | 16  | 8   | 61   | 1  | 1.0  | 3  |
| 2007   | Green Bay Packers | 14  | 4   | 48   | 1  | 0    | 0  |
| 2008   | Green Bay Packers | 16  | 7   | 169  | 2  | 3.0  | 1  |
| 2009   | Green Bay Packers | 16  | 9   | 179  | 3  | 2.0  | 4  |
| 2010   | Green Bay Packers | 16  | 2   | 48   | 1  | 2.0  | 5  |
| 2011   | Green Bay Packers | 15  | 7   | 63   | 1  | 2.0  | 1  |
| 2012   | Green Bay Packers | 7   | 1   | 0    | 0  | 1.5  | 1  |
| Totale |                   | 203 | 55  | 895  | 11 | 17.0 | 29 |

Fonte: Pro Football Reference